# Djang
Djang est un village de la commune de Bankim situé dans la région de l'Adamaoua et le département de Mayo-Banyo au Cameroun, près de la frontière avec le Nigeria.

## Population
En 1967, Djang comptait 170 habitants, principalement Mambila. Lors du recensement de 2005, 304 personnes y ont été dénombrées.